# シュガーダーク 埋められた闇と少女
『シュガーダーク 埋められた闇と少女』（シュガーダーク うめられたやみとしょうじょ）は、新井円侍による日本のライトノベル。イラストはmebaeが担当している。角川スニーカー文庫（角川書店）より2009年12月に刊行された。また『ザ・スニーカー』（角川書店）にて2月号から連載されていた。第14回スニーカー大賞大賞受賞作。
大岩ケンジ作画のコミカライズがヤングエース2010年7月号から2012年1月号まで連載された。朗読CD化も行われた。

## ストーリー
冤罪で逮捕、終身刑を言い渡され、服務期間中の労役として共同霊園（マス・グレイブ）での墓穴掘りを命じられた元歩兵の少年・ムオルは、ある夜、墓地で墓守と名乗る少女・メリアと出会う。不思議な雰囲気を持つ彼女に次第に惹かれていくムオル。そんなある日出会った謎の子供・カラスは、ムオルが掘っている墓穴は「ザ・ダーク」を埋葬するためのものだという。

## 登場人物
ムオル・リード
本作の主人公。囚人5722号。冤罪で逮捕された囚人で、共同霊園での墓穴掘りを命じられている。逮捕されるまでは塹壕を掘りながら戦場を進む歩兵『戦場モグラ』だった。
メリア・マス・グレイブ
本作のヒロイン。鳶色の長い髪と、澄んだ碧眼を持つ美しい少女。14歳。共同霊園の墓守り。
カラス
ある日突然ムオルの前に現れた子供。中性的な顔立ちをしており、性別は不明。「カラス」というのは偽名であり、ムオルも彼には「モグラ」と名乗っている。
ダリベードル
共同霊園の管理人。ムオルに墓穴掘りを命じる。
マリア
共同霊園の前･墓守り。メリアが姉のように慕っていた人物。死ねない痛みを苦とし、太陽の光を浴びて自殺した。

## 用語
ザ・ダーク
死なずの怪物。
共同霊園（マス・グレイブ）
ザ・ダークを埋葬するための場所。ザ・ダークと同じく、一般人には知られていない。
墓守り
体の中にザ・ダークを入れた人間のこと。

## 評価
第14回スニーカー大賞にて大賞を受賞した（受賞時のタイトルは「SUGAR DARK―Digger&Keeper―」）。同賞で審査員を務めた安井健太郎、岩井恭平、THORES柴本は本作について以下のように評している。

## 既刊一覧

### 小説
- 新井円侍（著）・mebae（イラスト） 『シュガーダーク 埋められた闇と少女』 角川書店〈角川スニーカー文庫〉、2009年12月1日初版発行（11月28日発売[3]）、ISBN 978-4-04-474804-3

### 漫画
- 新井円侍（原作）・mebae（キャラクター原案）・大岩ケンジ（作画） 『シュガーダーク 埋められた闇と少女』 角川書店〈角川コミックス・エース〉、全4巻
  1. 2010年10月30日発売[4]、ISBN 978-4-04-715556-5
  2. 2011年3月2日発売[5]、ISBN 978-4-04-715640-1
  3. 2011年8月2日発売[6]、ISBN 978-4-04-715750-7
  4. 2012年3月1日発売[7]、ISBN 978-4-04-120122-0

## 朗読CD
- オーディオノベルCD『シュガーダーク』。ザ・スニーカー2010年4月号の付録。朗読ボイス：井上麻里奈。